# Srđan Ćuković
Srđan Ćuković (Beograd, 31. mart 1952) srpski je pesnik i kompozitor.

## Počeci
Rođen je u Beogradu od oca, univerzitetskog profesora Dr. Milana Ćukovića, i Branislave Ćuković, rođene Đurica. Njegovi deda i dalji preci su nosili prezime Ćuk, ali 1922. godine ono je promenjeno u Ćuković. Prvi kontakt sa muzikom ostvario je sa 8 godina, kada je posle teške saobraćajne nesreće dobio harmoniku da bi vežbao mišiće smrskane ruke. Njegov muzički učitelj je, uočivši detetovu želju da peva i prati sebe, predložio roditeljima da mu kupe gitaru. Svoju prvu gitaru je dobio 1962. godine, nekako u isto vreme kada mu je otac kupio i doneo sa nekog službenog putovanja prvu singl ploču grupe The Beatles. U to doba Ćuković počinje da piše poeziju i pasionirano uči engleski jezik, najviše zbog toga da bi mogao da peva pesme svojih idola (Bitlsa, Bob Dilana, Roling Stonsa i mnogih drugih). On često u šali kaže da je engleski naučio slušajući Bitlse i radio Luksemburg. Kao gimnazijalac, upoznaje novinara, šahovskog internacionalnog majstora i radio voditelja tog vremena; Nikolu Karaklajića, koji je bio i neka vrsta lovca na mlade talente. Uz njegovu pomoć Ćuković postaje jedan od najmlađih disk džokeja u Beogradu tog vremena. Ćuković je počeo jako mlad da se bavi komponovanjem i izvođenjem. Za pozorišnu predstavu ’’Bitange’’(The Punks), u izvođenju omladinskog pozorišta Dadov iz Beograda, u režiji Radomira Putnika, a pod vođstvom Mihaila Tošića, njegova originalna muzika je osvojila prvu nagradu na takmičenju omladinskih pozorišta na festivalu u Kuli, 1970. godine. 

## Srednje godine
Ćuković je diplomirao na Pravnom fakultetu Univerziteta u Beogradu 1976. godine i iste godine zapošljava se u Generalexportu / Genexu. Biva postavljen za jednog od predstavnika u predstavništvu kompanije u Štokholmu, u Švedskoj u periodu 1984.–1989. godine.
Život u Švedskoj je bio veoma značajan za dalji razvoj i karijeru Ćukovića kao pesnika i kompozitora. 
1986. godine upoznaje u Štokholmu dva za njega veoma značajna čoveka - muzičara koji su takođe bili iz Jugoslavije: Bratislava Batu Amvona, klavijaturistu, muzičkog pedagoga i producenta i gitaristu i muzičkog producenta Tinija Vargu. Njih trojica su krenuli da snimaju i sviraju Ćukovićeve pesme, često praveći demo snimke. Sa pozamašnim brojem takvih snimaka, muzičkih polu-proizvoda Ćuković se vraća u Beograd, gde osniva tonski studio ’’Triler’’, zajedno sa beogradskim muzičarem, aranžerom i producentom Dragomirom Mikijem Stanojevićem i Branislavom Banetom Bojadžievskim 1990. godine. Sve do 1997. godine kroz njega su prošle mnoge poznate, a i mlade, neafirmisane muzičke grupe i pevači. Saradnja sa muzičarima dovela je do ideje da započne sa pojavljivanjem i takmičenjem kao kompozitor na raznim festivalima. Kao autor takmičarskih kompozicija se pojavljivao na više festivala zabavne muzike (Beogradsko proleće, Mesam], Jugovizija – poslednje takmičenje za pesmu Evrovizije održano u ex Jugoslaviji, Menadžer Fest Budva 1992, kasnije zvanično Pjesma Mediterana. Njegove kompozicije su gotovo uvek bile među najboljima a neke su i pobeđivale. Pevači kao Bisera Veletanlić, Miša Ždrnja, Sunčica Knežević i mladi, u to vreme popularni glumac Igor Pervić koji je započeo sa pevačkom karijerom pevajući Ćukovićeve pesme, kao i neke od poznatih grupa toga vremena su interpretirali Ćukovićeve kompozicije (Spomenari – beogradska folk grupa i Maja Pop-Top). Čuvena bugarska pevačica i dan danas zvezda u toj zemlji Violeta Vili Rai je predstavljala TV Prištinu Priština na poslednjoj ’’Jugoviziji’’ sa Ćukovićevom pesmom, a napravila je i kompletan LP materijal sa Ćukovićevim kompozicijama. Svetlana Ceca Slavković je bila mlada pevačica koju je otkrio Ćuković i koja je posle toga postala poznata zvezda kako u Srbiji tako i van granica zemlje. Zajedno, oni su osvojili nekoliko nagrada na spomenutim festivalima.
Poslednji put Ćuković se pojavio na festivalu Menadžer Fest 1995 sa kompozicijom za čije je izvođenje angažovao dvoje glumaca Narodnog pozorišta u Beogradu: Suzanu Petričević i Marka Nikolića, koji su uz pratnju hora Svetosavske crkve izveli njegovu antiratnu kompoziciju, aludirajući na predsednika Tita i ratnu situaciju u zemlji pod režimom Slobodana Miloševića, završivši je svojim muzičkim viđenjem ’’Gospodi pomiluj’’. Ta pesma ’’Pesma o ocu’’ je bila apsolutni pobednik u prepunom Sava Centru (najvećem koncertnom prostoru toga vremena u Beogradu). Ali, politički režim u Srbiji toga vremena je bio rigidan i usledila je rigorozna kazna. Navedena kompozicija nije nikada snimljena, a svi tragovi i snimci sa tog festivala su izbrisani. Preostala je samo jedna kopija koja je snimljena video rekorderom, lošeg kvaliteta i slike i zvuka. Ćuković je takođe stavljen pod “tihu zabranu” izvođenja njegovih dela za mnoge godine koje su usledile.

## Novije doba
Posle skoro deset godina prinudne anonimnosti, Ćuković 2004. godine odlučuje da izda svoju prvu knjigu poezije u čijem sklopu se nalazio i CD sa njegovim najpoznatijim kompozicijama. Knjiga sa naslovom ’’Tražeći šarenu galaksiju’’ je ugledala svetlost dana pod izdavaštvom Cicero, nezavisne izdavačke kuće. Jedna od pesama, a i kompozicija na tom CD-u je bila gore spomenuta ’’Pesma o ocu’’ koju je Ćukovićev veliki prijatelj Dušan Duda Bezuha, poznati gitarista, aranžer i producent uspeo da sa video snimka pretvori u digitalni zapis.
Mlada beogradska pevačica Ana Đorđević snimila je jednu od ranijih kompozicija Ćukovića (’’Sa dna’’) i napravila promo video sa istom, kako na srpskom, tako i na engleskom jeziku (Ćuković je napisao tekst za englesku verziju takođe) u potpuno novom aranžmanu koji je za tu potrebu uradio Dušan Duda Bezuha.
Saradnja ove dvojice je nastavljena intenzivno u potonjim godinama. Bluz bend Zona_B za koji Bezuha komponuje, svira gitaru i čiji je producent, snimila je pesmu posvećenu najvećem sportisti Srbije svih vremena, Novaku Đokoviću sa nazivom Džoker za čiju je englesku verziju Ćuković napisao tekst. Veliki broj kompozicija koje je Ćuković napisao, a Bezuha aranžirao i producirao, Ćuković je sam otpevao kao demo snimke. Mnogi od njih su na YouTube-u. U 2013. i 2014. godini Ćuković je počeo sa finalizacijom i postavljanjem na YouTube oko tridesetak novih kompozicija, od kojih su neke snimljene u Amvon studiju u Štokholmu, u aranžmanu i produkciji Bratislava Bate Amvona, a većina u aranžmanu i produkciji Dušana Dude Bezuhe u Beogradu.
Osim muzikom, Ćuković se sve vreme bavi i poezijom, kao i pisanjem kratkih priča. Krajem 2013. godine on izdaje svoju drugu knjigu poezije i eseja ’’Snovi za poneti’’. Knjiga je zavedena u registar dela Narodne biblioteke Srbije pod. ISBN brojem 978-86-91721-0-4. Jedna od njegovih pesama je ušla u međunarodnu zbirku pesama i priča za decu ’’ Zagrli Život ’’, izdatu od strane udruženja Balkanskih umetnika 2014. godine pod. ISBN brojem 978-86-7746-446-2.
Uvršten je u Monografiju ’’ Duh Dadova ’’, izdatu od strane Omladinskog pozorišta ’’ Dadov ’’ i ’’ Interprint d.o.o. ’’ 2008. godine pod. ISBN brojem 978-86-82263-59-3. Njegova treća knjiga poezije i eseja ’’Amo, Ergo Sum’’ izašla je početkom 2016. godine. Knjiga je zavedena u registar dela Narodne biblioteke Srbije pod. ISBN brojem 978-86-917221-1-1. Sredinom 2022. godine izdaje svoju četvrtu knjigu poezije i eseja ”Život je pustolovina ograničenog trajanja”, koja je zavedena u registar dela Narodne biblioteke Srbije pod. ISBN brojem 978-86-917221-2-8. Veliki broj pesama iz ove knjige je uglazbio i postavio na Youtube platformi. Svoju petu knjigu poezije i eseja pod naslovom "Život" izdao je 2025.godine. Ista je zavedena u registar Narodne biblioteke Srbije pod ISBN brojem 978-86-917221-3-5.
I dalje piše i komponuje.

## Stil i uzori
’’Njegov je stil melanholičan, romantičarski, njegove su pesme kao kratki filmovi - priče koje možete videti kad zatvorite oči i slušate ih’’, rekao je jedan kritičar za Ćukovića. Ćuković se ne boji da se upusti u komponovanje bluza, protestnih i angažovanih pesama ili pesama koje podsećaju na folk, a svoje pesme piše na srpskom i engleskom jeziku. U njegovom pevanju se oseća uticaj Leonarda Koena. Najveći broj njegovih kompozicija i tekstova je ljubavnog karaktera. On se trudi da svojom poezijom i kompozicijama bude originalan, da kod publike nađe svoje mesto sebi svojstvenim stilom prikazivanja osećanja i duše. 

## Značajni podaci
Ćuković je član udruženja Naučnih i Stručnih Prevodilaca od 1976. godine, književnog udruženja ’’Miloš Crnjanski’’ iz Štokholma, Švedska od 2004. godine, Udruženja Kompozitora ’’SOKOJ’’ iz Beograda, Srbija od 1993. godine, Književnog Društva Rakovica od 2014. godine i Udruženja Književnika Srbije od 2014. godine.

## Lični život
Ćuković je bio u braku sa svojom prvom suprugom Dragoslavom Vasić od 1980-2002 godine.
U braku sa svojom drugom suprugom Mirjanom Karić bio je od 2011-2017 godine.
Od 2019. godine je u braku sa svojom trećom suprugom Sonjom Antić.
Ima ćerku Ivu iz prvog braka.

## Snimljene kompozicije / Izvođač
- Uz tvoju mamu – Maja Pop-Top (takođe otpevala Olgica Lola Amvon)
- Pružam ti cvet – Maja Pop-Top
- Najlepši je taj trenutak – Maja Pop-Top
- Putnik – Maja Pop-Top
- Bio si sve – Violeta i Triler
- Ljubomora – Violeta i Triler
- Kažeš da me voliš – Violeta i Triler (takođe otpevala Vesna Vukelić Vendy)
- Lud za tvojim osmehom – Igor Pervić
- Da li sanjaš – Miša Ždrnja
- Aligator – Sunćica Knežević
- Boja reke – Spomenari
- Dunave moj – Spomenari
- Pesma o ocu – Suzana Petričević i Marko Nikolić
- Sa dna – Svetlana Ceca Slavković
- Blue song - Svetlana Ceca Slavković
- Polako – Svetlana Ceca Slavković
- Plave farmerke – Svetlana Ceca Slavković
- Priznajem ti – Olgica Lola Amvon
- Ja radim a nemam – Srđan Ćuković
- Gomila laži – Srđan Ćuković
- Otišla si juče-luče – Srđan Ćuković
- Čuj mala – Srđan Ćuković
- Ljubavna pesma – Srđan Ćuković
- Opraštam ti – Srđan Ćuković
- Tvoja malena ruka – Srđan Ćuković
- Jutro – Srđan Ćuković
- Sometimes – Srđan Ćuković
- Snovi i sećanja – Srđan Ćuković
- Pobegni do mene – Srđan Ćuković
- Moj blues i ja – Srđan Ćuković
- Oproštaj – Srđan Ćuković
- Auto – Srđan Ćuković
- Moj Beograd – Srđan Ćuković
- Naš Tango – Srđan Ćuković
- Subotom dok... – Srđan Ćuković
- Dok budiš se – Srđan Ćuković
- Grožđe zri – Srđan Ćuković
- Poskupeće; oće-neće – Srđan Ćuković
- Nemoj da zoveš – Srđan Ćuković
- Nov dan – Srđan Ćuković
- Odlazi, ostavlja me – Srđan Ćuković
- Pomozi doktore – Srđan Ćuković
- Usne tvoje – Srđan Ćuković
- Ljuljaj – Srđan Ćuković
- Nosila je kratko – Srđan Ćuković
- Da li bi htela – Srđan Ćuković
- Sećam se Rep – Srđan Ćuković
- Udarnička – Srđan Ćuković
- Tatina ćerka – Srđan Ćuković
- Uporno se trudim – Srđan Ćuković
- Tebi – Srđan Ćuković
- Subota – Srđan Ćuković
- Slika iz albuma – Srđan Ćuković
- Ritam koraka – Srđan Ćuković
- Prvi put – Srđan Ćuković
- Protest 2005. – Srđan Ćuković
- Pesma za miran san – Srđan Ćuković
- Pesma o zvezdi – Srđan Ćuković
- Noć (Mirina pesma) – Srđan Ćuković
- Nije bilo prekasno – Srđan Ćuković
- Mnogo reči – Srđan Ćuković
- Mirjana – Srđan Ćuković
- Jorgovan – Srđan Ćuković
- Gde je ljubav – Srđan Ćuković
- Budim se – Srđan Ćuković
- Ako dođe taj dan – Srđan Ćuković
- Tople kiše – Srđan Ćuković
- Sećam se – Srđan Ćuković
- Budi opet tu/Dolina suza – Srđan Ćuković
- Budalasti country – Srđan Ćuković
- Sav moj svet – Srđan Ćuković
- Ti si moja muzika – Srđan Ćuković
- Imaš problem u glavi – Srđan Ćuković
- Pismo sinu – Srđan Ćuković
- Slučajni susret – Srđan Ćuković
- Daj mi svoju reč – Srđan Ćuković
- Gospodin iz mog komšiluka – Srđan Ćuković
- Oblak – Srđan Ćuković
- Pesma – Srđan Ćuković
- Ostani tu – Srđan Ćuković
- Stokholmski dani – Srđan Ćuković
- Da imam tatu tajkuna – Srđan Ćuković
- Komšija – Srđan Ćuković
- Ljubav, ljubav – Srđan Ćuković
- Prvi dan poznanstva – Srđan Ćuković
- Sa društvene mreže – Srđan Ćuković
- Fali mi – Srđan Ćuković
- Ljubav tvoja – Srđan Ćuković
- Prolazi sve – Srđan Ćuković
- Reka – Srđan Ćuković
- Zašto ne umeš da crtaš – Srđan Ćuković
- U noćima bez sna – Srđan Ćuković
- Još jedan usran dan – Srđan Ćuković
- Kako uspevam – Srđan Ćuković
- Zagrli me – Srđan Ćuković
- Idila - Srđan Ćuković
- Panta rei - Srđan Ćuković
- Rore, Rore - Srđan Ćuković
- Ono što znam (na prvu godišnjicu) - Srđan Ćuković
- Kakav dan, kakav dan - Srđan Ćuković
- Da si rekla ne - Srđan Ćuković
- Dal' sanjam - Srđan Ćuković
- Ciklus života - Srđan Ćuković
- Da sam sunčev zrak - Srđan Ćuković
- Bajka - Srđan Ćuković
- Dok je ona spavala - Srđan Ćuković
- Dečački san - Srđan Ćuković
- Dal' život zna - Srđan Ćuković
- Znači mi - Srđan Ćuković
- Život tvoj - Srđan Ćuković
- Zaspala je na mom ramenu - Srđan Ćuković
- Uspavanka (za decu od 7 do 77 godina) - Srđan Ćuković
- Uglavnom - Srđan Ćuković
- U sred sna i jave - Srđan Ćuković
- Telemarketing - Srđan Ćuković
- Šta bi bilo - Srđan Ćuković
- Srećna Nova godina - Srđan Ćuković
- Sreća -Srđan Ćuković
- Specijalni dvogledi - Srđan Ćuković
- Sonjina pesma - Srđan Ćuković
- Sa Himalaja - Srđan Ćuković
- Razmišlja o njoj - Srđan Ćuković
- Plastika - Srđan Ćuković
- Pesma - Srđan Ćuković
- Osećam potrebu - Srđan Ćuković
- Onima koji odoše - Srđan Ćuković
- Nešto - Srđan Ćuković
- Neke čudne boje - Srđan Ćuković
- Nekad, sad i ko zna kad - Srđan Ćuković
- Naš stan - Amvon family
- Mr. Blues - Srđan Ćuković
- Moja uspavana strašila - Srđan Ćuković
- Miris kiše - Srđan Ćuković
- Majmuni više mare kad se pare - Srđan Ćuković
- Lova - Srđan Ćuković
- Laku noć blues - Srđan Ćuković
- Kiselo grožđe - Srđan Ćuković
- Kao - Srđan Ćuković
- Kad volim da klopam - Srđan Ćuković
- Jošjedna pesma o ljubavi - Srđan Ćuković
- Jutarnja - Srđan Ćuković
- Još jedan je dan nasmejan - Srđan Ćuković
- Fioke - Srđan Ćuković
- Hodam i gledam - Srđan Ćuković
- Idila - Srđan Ćuković
- Veseli, pokisli blues - Srđan Ćuković
- Voleo bih da sam supermen - Srđan Ćuković
- Baladera - Srđan Ćuković
- Čaj u januaru - Srđan Ćuković
- Postoji spas za nas - Srđan Ćuković

## Spoljašnje veze
- Profil na Facebook-u
- Profil na YouTube
- Profil na Vimeo